# シチズンズ・ヒアリング・ディスクロージャー公聴会
シチズンズ・ヒアリング・ディスクロージャー公聴会（シチズンズ・ヒアリング・ディスクロージャーこうちょうかい、CHD）とは2013年4月29日から5月3日にかけて、米国の首都、ワシントンD.C.にあるナショナル・プレス・クラブで開かれた公聴会である。

## 概要
2013年4月29日から5月3日の5日間、ワシントンにあるナショナル・プレス・クラブにてリサーチャーや政府・軍のエージェントら40人によるUFO情報を暴露するための公聴会が執り行われた。元上院議員らの前で行われたこの会議の期間は5日間で計30時間に及んだ。公聴会の模様はネット上でリアルタイムで放送された。
この会議のテーマは「国会が情報公開をしないのであれば、国民が実行する」というものであった。退役した軍の要人や、アポロ計画に参加した宇宙飛行士、政府高官閣僚経験者などが参加しUFO情報を公開した。有名な事件であるロズウェル事件やレンデルシャムの森事件の情報も公開された。

## 証言内容
この公聴会での証言者と証言内容は以下の通りであった。
元カナダ防衛大臣ポール・ヘリヤーの証言
カナダ議会で23年余り議員を務めたポール・ヘリヤーは以下の証言を行った。「少なくとも4種類のエイリアンが何千年もの間、地球に来ている。」「今いるエイリアンのうち5種類の名前は「ゼータ・レティクル、プレアデス、オリオン、アンドロメダ、わし座(アルタイル)である。」「少なくとも2人がアメリカ政府機関で働いている。」「地球温暖化などの現象について、彼らのテクノロジーで地球を救うことができる。」「その情報開示を阻む、既得権を持つ「影の政府」がアメリカには存在し、一方的に世界を支配しようとし、宗教の違い等から生じる様々な不和を引き起こしている。」 この証言はアメリカのハフィントン・ポストなどで報じられた。
治療医スティーブン・グリアの証言
チリのアタカマ砂漠にて、通称アタカマ・ヒューマノイドと呼ばれる高さ6インチの人間に類似した生物の死骸が発見された。グリアはこの件についてのDNA鑑定の結果を発表した。
ロジャー・レアー医学博士の証言
ロジャー・レアーはエイリアンに誘拐（アブダクション）されたと主張する人々の身体を調査した結果、体内に異物が混入していたケースを複数紹介した。そうしたケースでは物体が侵入した際に生じる穴や傷跡が全く無く、炎症も生じていなかった。また、無線周波数を発する金属体が埋め込まれたケースが存在することなどを証言した。
元ペルー空軍大佐　オスカー・サンタマリアの証言
ペルーの空軍パイロットであったオスカー・サンタマリアは1980年にUFOを撃墜するよう命令されたことを証言した。オスカーが追跡した飛行物体にはエンジン、翼、窓がなく、頂上にドームのある直径30フィートの物体であった。オスカーはUFOに「ミスすることがあり得ない」ほどの集中射撃を行ったが、効果はなかった。飛行物体はマッハ1.3で飛行したかと思うと突然静止し、再び元のスピードで動き始めた。地球上のテクノロジーではあり得ないという感想を抱いた、とオスカーは証言した。
元米国空軍軍曹　ジェームズ・ペニストンの証言
ジェームズ・ペニストンは1980年に地上でUFOに接近したと証言した。その飛行物体は瞬時に上空に舞い上がり、光り輝いていたと述べた。
マクダネル・ダグラス社元勤務　ロバート・ウッドによる証言
マクドネル・ダグラス社に43年勤務したロバート・ウッドは、30年以上にわたるUFO研究をまとめた「マジェスティック・ドキュメント」と呼ばれる文書を発表した。マジェスティック・ドキュメントによればアメリカ合衆国政府が権力を用い、UFOや異星人の存在を隠蔽した、とされる。
元空軍大尉　ブルース・フェンスターマーチャーの証言
1976年にワイオミングの核基地上で葉巻型のUFOを目撃した、と証言した。
ジェシー・マルセル・ジュニア航空医官の証言
マルセル・ジュニアはロズウェル事件についての証言を行った。彼の父であるロズウェル陸軍飛行場のジェシー・マルセル情報将校は、1947年の当日、近くの牧場の上に墜落した物体のものの破片を持って帰宅した。ジェシー・マルセルは珍しい破片を収集できたことを喜び。その破片は「空飛ぶ円盤」のものであると語った。その破片は3つの部分から成りたつ、非常に堅い金属的なホイルなどであった。ジェシー・マルセル将校は後日、「あれは何でもないことだった」と語り1978年にインタビューを受けるまで沈黙した。
元アメリカ空軍大尉　ロバート・サラスの証言
1967年にモンタナ州にあるマルストラム空軍基地で、赤い楕円形の光体が旋回するように出現した事、光体の出現と同時にミサイルが発射不能状態に陥った事などを証言した。
元FAA(連邦航空局)　ジョン・キャラハンの証言
航空パイロット達のUFO目撃ケースや、それらの情報が隠蔽されたことを証言した。
元宇宙飛行士　エドガー・ミッチェルの証言